# 双岛湾街道
双岛湾街道，是中华人民共和国辽宁省大連市旅顺口区下辖的一个乡镇级行政单位。

## 行政区划
双岛湾街道下辖以下地区：
艾子口村、山头村、大甸子村、台山西村、曲家村、张家村和胡家村。